# Seniorsurfarna
Seniorsurfarna är ett svenskt TV-program med premiär på SVT, UR Play  och SVT Play den 20 februari 2020 vars första säsong består av sex delar. Programledare för serien är Kattis Ahlström. Seniorsurfarna spelades in på Kroksta Gård, nordväst om Uppsala.

## Handling
I takt med att allt fler tjänster digitaliseras ställer det ökade krav på att hänga med i den tekniska utvecklingen. I Seniorsurfarna skickas 4 folkkära kändisar med begränsade tekniska kunskaper och digitala färdigheter på ett träningsläger där de ska få lära sig så mycket som möjligt om digitalisering.

## Medverkande[1]
- Kattis Ahlström
- Marianne Mörck
- Björn Hellberg
- Claes Malmberg
- Ewa Fröling